# Det okända (TV-serie)
Det okända är ett TV-program om paranormala fenomen. Programseriens första avsnitt sändes 2004 och ett par säsonger visades varje år fram till våren 2019. I samband med säsongsavslutningen då, meddelade TV4 att programmet gör ett uppehåll på obestämd tid.
Programmet produceras av Nordisk Film TV och sänds i TV-kanalen Sjuan, tidigare TV4 Plus (repriser av programmet har genom åren sänts i kanalerna Sjuan, TV4 Plus, TV4 och TV400.)
I programseriens inledande säsonger var Malin Berghagen programledare. Hösten 2006 ersattes hon av Caroline Giertz, som tidigare varit seriens producent.

## Programinnehåll

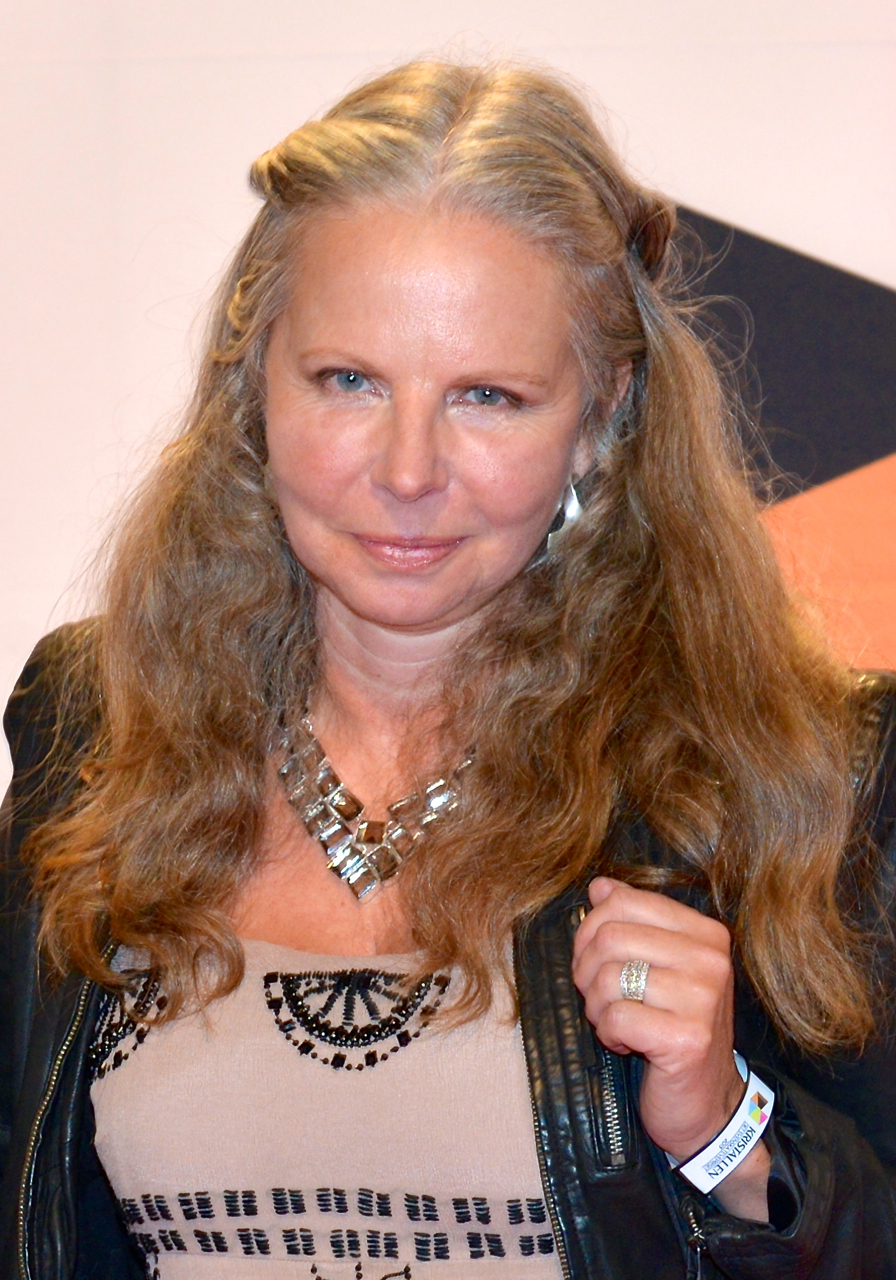
Caroline Giertz, programledare för Det okända, i augusti 2013.

Enligt TV4 är Det okända ett underhållningsprogram som blandar fiktion och verklighet. Programledaren Caroline Giertz vill hellre kategorisera programmet som en dokumentär.
Programserien följer en återkommande struktur. Personer som upplever oförklarliga händelser i hus och hem hör av sig till redaktionen med en önskan om förklaring på vad eller vem det är som stör på olika sätt och skapar problem. Ett medium bjuds genom produktionsteamet hem till familjen och försöker förmedla en förklaring. Mediets påståenden jämförs efteråt med historisk information om den berörda platsen, tidigare husägare eller hyresgäster. Programmet avslutas med att teamet gör ett återbesök hos familjen några veckor efter mediets besök, för att fråga hur de upplevde besöket och den information de fick.
I en intervju från 2011 hävdade programledaren Caroline Giertz att det i samtliga avsnitt av Det okända hänt att det inbjudna mediet hittat något övernaturligt i de undersökta bostäderna.

## Medverkande och produktion i urval
- Malin Berghagen – programledare säsongerna 1–4[9]
- Dermot Clemenger – medium[10]
- Terry Evans – medium[9]
- Caroline Giertz – producent samt från och med säsong 5 även programledare[9]
- Jörgen Gustafsson – medium[9]
- Iris Hall – medium[11]
- Pierre Hesselbrandt - medium
- Elisabeth Lannge – medium[12]
- Regina Lund – medium[13]
- Anders Åkesson – medium[14]
- Andreas Österlund – medium[15]

## Kritik
Det okända har fällts av Granskningsnämnden för radio och TV vid fyra tillfällen (2006, 2011, 2016 och 2017). Var och en av dessa fällningar har handlat om fall där programinnehållet stred mot bestämmelsen om respekt för privatlivet när det kom till anhöriga till de personer som i programmet påstods spöka.
I februari 2010 sände SVT:s Uppdrag granskning ett reportage om Det okända. I programmet granskades hur Det okända-redaktionen ringt upp privatpersoner och påstått att en av deras avlidna anhöriga spökar. En kvinna vars dotter avlidit som kontaktats på detta sätt av Det okända-redaktionen berättar i Uppdrag granskning att hon upplevde telefonsamtalet som obehagligt och inte ville medverka i programmet. Programmet om kvinnans dotter sändes trots detta två månader senare. Enligt Uppdrag gransknings programledare Karin Mattisson uppfattade många som hört av sig till redaktionen att Det okända ägnat sig åt förtal av avlidna personer. Reportaget ledde till debatt om Det okändas arbetsmetoder, bl.a. i SVT:s program Debatt, där programledaren Caroline Giertz mötte upprörda anhöriga.
Det okändas programinnehåll har kritiserats av bl.a. Humanisternas ordförande Christer Sturmark, som sagt att programmets "medier" använder sig av cold reading. Sturmark har även riktat kritik mot TV4 som, enligt honom, genom att sända Det okända "profiterar på bedragare" i form av de medier som medverkar i programmet.